# Benzo(ghi)perileno
El benzo[ghi]perileno es un hidrocarburo aromático policíclico con fórmula química C₂₂H₁₂ .
En febrero de 2014, NASA anunció un base de datos ampliamente actualizada para rastrear hidrocarburos aromáticos policíclicos (PAH), incluyendo el benzo[ghi]perileno, en el universo. Según los científicos, más del 20% del carbono en el universo puede estar asociado a PAH, posibles materiales de origen para la formación de la vida. Los PAH parecen haberse formado poco después del Big Bang, se extienden por todo el universo y están asociados con estrellas nuevas y exoplanetas.